# Онайда (озеро)
Онайда (устар. Онейда, англ. Oneida Lake) — озеро в штате Нью-Йорк.
Озеро находится к востоку от так называемых Пальчиковых озёр (Finger Lake), но не всегда включается в их число. При включении в указанную группу Онейда часто упоминается как Thumb Lake (Озеро-Большой палец). Длина Онейды — 33 км, ширина — до 9 км, по сравнению с остальными озёрами Фингер оно более короткое и толстое, по аналогии с человеческой кистью. Также оно сравнительно мелкое, средняя глубина около 7 м. Кроме того, его направление — с запада на восток, когда остальные озёра Фингер имеют направление преимущественно с севера а юг.
Площадь зеркала озера — 207 км². Это самое большое озеро, находящееся полностью на территории штата Нью-Йорк.
Из озера вытекает одноимённая река, приток Освего, которая в свою очередь впадает в озеро Онтарио. Острова на озере есть, но они мелкие и постоянного населения не имеют.

## Интересные факты
В честь озера названо углеводородное озеро Oneida Lacus на Титане.